# Gouy (Senna Marittima)
Gouy è un comune francese di 829 abitanti situato nel dipartimento della Senna Marittima nella regione della Normandia.

## Società

### Evoluzione demografica
Abitanti censiti